# Kristdala marknad
Kristdala marknad är en marknad som hålls i Kristdala i Oskarshamns kommun den tredje fredagen i juli varje år.

## Historia
I början av 1800-talet efterfrågades en marknad i Kristdala. Den var tänkt att gynna och underlätta handeln i Tunaläns härad och närliggande socknar som Vena och Döderhult. Den första marknaden ägde rum 1 november 1813. Vid 1849 års marknad närvarade 110 marknadsknallar.
Platsen för marknaden var ursprungligen vid Kristdala kyrka, senare Storgatan, därefter Kristdala torg och slutligen naturområdet Dämmen.